# L'Émigrée
Pour plus de détails, voir Fiche technique et Distribution.
L'Émigrée (Anna Ascends) est un film américain réalisé par Victor Fleming, sorti en 1922.

## Synopsis
Une jeune serveuse syro-américaine de la classe ouvrière gravit petit à petit l'échelle sociale et économique...

## Fiche technique
- Titre original : Anna Ascends
- Titre français : L'Émigrée
- Réalisation : Victor Fleming
- Scénario : Margaret Turnbull d'après la pièce de Harry Chapman Ford
- Photographie : Gilbert Warrenton
- Société de production : Paramount Pictures
- Pays de production :  États-Unis
- Format : Noir et blanc - 1,33:1 - Film muet
- Date de sortie : 1922

## Distribution
- Alice Brady : Anna Ayyob
- Robert Ellis : Howard Fisk
- David Powell : le Baron
- Nita Naldi : Countess Rostolff
- Charles K. Gerrard : Conte Rostoff
- Edouard Durand : Siad Coury
- Florence Dixon : Bessie Fisk
- Grace Griswold : Miss Fisk
- Frederick Burton : Mr Fisk
- Betty Bronson (non créditée)